# Bernard II de Saxe-Meiningen
Pour les articles homonymes, voir Bernard II.
Bernard II de Saxe-Meiningen, né le 17 décembre 1800 à Meiningen et mort le 3 décembre 1882, est duc de Saxe-Meiningen de 1803 à 1866.

## Biographie
Bernard-Éric de Saxe-Meinigen est le fils du duc Georges Ier de Saxe-Meiningen et de la duchesse, née princesse Louise-Éléonore de Hohenlohe-Langenbourg, régente du duché de 1803 à 1821. Sa sœur Adélaïde est reine consort du Royaume-Uni et de Hanovre.
Il épousa le 23 mars 1825 Marie-Frédérique de Hesse-Cassel (1804-1888), fille de l'électeur Guillaume II de Hesse-Cassel). Deux enfants sont nés de cette union :
- Georges, son successeur,
- Augusta de Saxe-Meiningen (1843-1919), épouse de Maurice-François de Saxe-Altenbourg ((1829-1907)

Bernard II de Saxe-Meiningen, prince de la lignée des Saxe-Meiningen troisième branche de la Maison de Wettin, est rattaché à la branche Ernestine fondée par Ernest de Saxe. Cette lignée, toujours existante, est représentée actuellement par le prince Frédéric Conrad de Saxe-Meiningen.
Lors du partage des territoires saxons le 12 novembre 1826, la Saxe-Hildburghausen et la Saxe-Saalfeld échoient au duc Bernard II de Saxe-Meiningen. 
Durant la guerre austro-prussienne, il se montre un soutien de l'Autriche ; l'Autriche défaite et la confédération dissoute, le duc Bernard II est obligé d'abdiquer en faveur de son fils Georges II (1866). Bernard de Saxe-Meiningen, simple particulier, termine sa vie dans son propre duché.